# Hund am Strand
Hund am Strand war eine deutsche Pop-Rock-Band aus Berlin.
Ihr erstes Album Adieu Sweet Bahnhof erschien am 30. September 2005. Die erste Single-Auskopplung war das Stück Jungen Mädchen, darauf folgte Neues Lied. Auf die Veröffentlichung des Albums folgte eine Tour durch Deutschland und Österreich.

## Geschichte
Fabian Schwinger (Gitarre) und Tina Mamczur (Bass) lernten sich an der Universität kennen. Schlagzeuger Martin „Marv“ Thomas komplettierte die Besetzung.
Tobias Siebert hörte Fabian, Tina und Marv spielen und nahm erste Stücke für die 2004 veröffentlichte EP auf. Diese geriet über den Umweg Internet den Verantwortlichen des Bielefelder Labels Tenstaag zu Ohren und führten so zum Plattenvertrag im Mai 2005. Bereits im September 2005 wurde Adieu Sweet Bahnhof wiederveröffentlicht, diesmal bei Motor Music.
Im Sommer 2006 wurde die Live-EP Werkstatt Live veröffentlicht, die fünf Aufnahmen von Auftritten in Rüsselsheim und Potsdam im Mai 2006 enthält. Darunter befinden sich auch drei neue Titel. Sie wurde in den Stattwerk-Studios in Düsseldorf gemischt, daher der Name der Aufnahme.
Im Mai 2007 gab die Band über ihre Website die Auflösung bekannt, laut eigener Aussage „wegen nicht mehr vereinbarer Wünsche, persönlicher Bedürfnisse und Interessen, [...] unterschiedlicher Ziele und Zukunftsentwürfe“.
Marv Thomas spielt momentan in der Indie/Rock/Pop-Band Peer.

## Diskografie
- 2005: Adieu Sweet Bahnhof (Album)
- 2005: Jungen Mädchen (Single)
- 2006: Neues Lied (Single, nur als Online-Release)
- 2006: Werkstatt Live (EP)